# Astragalus gerruensis
Astragalus gerruensis är en ärtväxtart som beskrevs av Joseph Friedrich Nicolaus Bornmüller och Sirj. Astragalus gerruensis ingår i släktet vedlar, och familjen ärtväxter. Inga underarter finns listade i Catalogue of Life.